# فیلیپ اوگار
فیلیپ اوگار (نروژی: Philip Øgaard؛ زادهٔ ۶ آوریل ۱۹۴۸) فیلم‌بردار اهل نروژ است.
از فیلم‌هایی که وی در آن‌ها نقش داشته‌است، می‌توان به صفر کلوین، ابردین، داستان‌های آشپزخانه، بچه‌های مرد شیشه‌گر و تعقیب سرد اشاره نمود.